# HD 207129
HD 207129는 두루미자리 방향에 있는 G형 분광형의 전주계열성 항성이다. 다만 이 별의 나이를 태양과 거의 같다고 보는 설도 있다. 겉보기 등급은 약 5.58이며 분광형은 태양과 비슷한 G2V에 질량도 비슷하다. 중원소 함량은 태양보다 조금 적다.
허블우주망원경에 장착된 첨단관측카메라(ACS)를 사용하여 가시광선 영역으로 관측한 결과 이 별 주위에 먼지 원반이 있음이 확인되었다. 스피처 우주 망원경에 있는 MIPS 기기를 이용하여 적외선 영역(70 마이크로미터)으로 관측하기도 했다. ACS의 사진에 따르면 먼지 원반의 반지름은 약 163 천문단위에 원반 폭은 약 30 천문단위이며 천구면에 대하여 60도 기울어져 있다.
겉보기 등급 8.7의 또 다른 별 CCDM J21483-4718B(CD−47 13929, WDS J21483-4718B로도 표기함)가 이 항성으로부터 55초각 떨어져 있다. 그러나 고유운동을 비교한 결과에 따르면 이 둘은 서로 중력적으로 묶여 있지 않은 안시 이중성으로 보인다.